# دستگاه معادلات خطی

تعبیر هندسی دستگاه ۳ معادله ۳ مجهولی. هر معادلهٔ ۳ مجهولی بیانگر یک صفحه است و جواب این دستگاه نقطهٔ تقاطع صفحات (سفید) است.

در ریاضیات، دستگاه معادلات خطی به معنی مجموعه‌ای از تعدادی معادلهٔ خطی است. برای مثال:
{\displaystyle {\begin{cases}3x&+&2y&-&z&=2\\2x&-&2y&+&4z&=-2\\-x&&&-&z&=0\end{cases}}}
یک دستگاه از ۳ معادلهٔ خطی با ۳ مجهول {\displaystyle x,y,z} است.
جواب یک دستگاه خطی به معنی مقداردهی به هر مجهول است به طوری که با جایگذاری آنها معادلات دستگاه برقرار باشند. جواب مثال مذکور {\displaystyle x=0,y=1,z=0} است. جواب یک دستگاه ممکن است یکتا نباشد یا ممکن است جوابی وجود نداشته باشد.
این مفهوم پایه و اساس جبر خطی است و نقش مهمی در مهندسی، فیزیک، شیمی، علوم کامپیوتر و اقتصاد دارد. الگوریتم‌های پیدا کردن جواب این دستگاه‌ها بخش مهمی از جبر خطی عددی است. برای سادگی حل سامانه‌های پیچیده، می‌توان دستگاهی از معادلات غیرخطی را با خطی‌سازی به یک دستگاه معادلهٔ خطی تقریب زد.

## مجموعه جواب

یک حالت خاص که دستگاه سه معادله دو مجهولی جواب یکتا دارد

دو معادله سه‌مجهولی بی‌شمار جواب دارند (خط تقاطعشان)

جواب یک دستگاه معادلات خطی لزوماً یکتا نیست. به عنوان مثال {\displaystyle {\begin{cases}x=y\\x=z\end{cases}}} بی‌شمار جواب مثل {\displaystyle x=y=z=1} یا {\displaystyle x=y=z=2} و … دارد. به مجموعهٔ همهٔ جواب‌های ممکن یک دستگاه مجموعه جواب آن می‌گوییم. مجموعه جواب یک دستگاه ممکن است بی‌شمار یا تهی یا یکتا باشد. در صورتی که جوابی وجود نداشته باشد دستگاه را متناقض می‌نامیم.
اگر دو دستگاه مجموعه جواب یکسانی داشته باشند آن دو را معادل می‌گوییم. مثال:
دستگاه {\displaystyle {\begin{cases}x=y\\x=z\end{cases}}} با {\displaystyle {\begin{cases}x=y\\2x=2z\end{cases}}} معادل است.

### تعبیر هندسی
در یک دستگاه دو مجهولی {\displaystyle x,y}، هر معادله یک معادلهٔ خط در صفحه است. جواب یک دستگاه در تمام معادلات صدق می‌کند؛ یعنی جواب یک دستگاه نقطهٔ تقاطع این خطوط در صفحه است.
|                                               |                                                                             |                                                                     |
| یک معادله                                     | دو معادله                                                                   | سه معادله                                                           |
| مجموعه جواب این دستگاه مجموعهٔ نقاط روی خط است | مجموعه جواب در این‌جا نقطهٔ تقاطع است (مگر این که دو خط موازی یا یکسان باشند) | در این حالت هیچ تقاطع مشترکی بین ۳ خط وجود ندارد (مگر در حالات خاص) |

در دستگاهی با سه مجهول، هر معادله یک معادله صفحه در فضای سه‌بعدی است.
تقاطع چند صفحه در فضا می‌تواند یک خط یا نقطه یا صفحه باشد. همچنین ممکن است نقطهٔ تقاطع مشترکی وجود نداشته باشد.
این تعبیر را می‌توان برای فضای {\displaystyle n}-بعدی نیز انجام داد (و در آن هر معادله معادلهٔ یک ابرصفحه خواهد بود).
در نتیجه یک دستگاه {\displaystyle n} معادله {\displaystyle n} مجهولی در حالت کلی جواب یکتا دارد. در صورتی که معادلات نسبت به هم وابسته باشند (حالت خاص) بی‌شمار جواب وجود خواهد داشت.
همچنین اگر تعداد معادلات بیشتر بود در حالت کلی جواب وجود ندارد و اگر کمتر بود بی‌شمار جواب وجود دارد.

## فرم کلی
در حالت کلی دستگاه با مجهول‌های {\displaystyle x_{1},x_{2},\ldots ,x_{n}} و ضرایب {\displaystyle a_{11},a_{12},\ldots ,a_{mn}} را می‌توان به فرم زیر نشان داد:
{\displaystyle {\begin{cases}a_{11}x_{1}+a_{12}x_{2}+\cdots +a_{1n}x_{n}&=b_{1}\\a_{21}x_{1}+a_{22}x_{2}+\cdots +a_{2n}x_{n}&=b_{2}\\&\ \ \vdots \\a_{m1}x_{1}+a_{m2}x_{2}+\cdots +a_{mn}x_{n}&=b_{m}\end{cases}}}

### توصیف با ماتریس
با تعریف ماتریس‌های {\displaystyle A,X,B} به صورت زیر:
{\displaystyle A={\begin{bmatrix}a_{11}&a_{12}&\cdots &a_{1n}\\a_{21}&a_{22}&\cdots &a_{2n}\\\vdots &\vdots &\ddots &\vdots \\a_{m1}&a_{m2}&\cdots &a_{mn}\end{bmatrix}},\quad X={\begin{bmatrix}x_{1}\\x_{2}\\\vdots \\x_{n}\end{bmatrix}},\quad B={\begin{bmatrix}b_{1}\\b_{2}\\\vdots \\b_{m}\end{bmatrix}}}
می‌توان دستگاه مذکور را به صورت {\displaystyle AX=B} توصیف کرد. به {\displaystyle A} ماتریس ضرایب و به {\displaystyle X} ماتریس مجهول‌ها می‌گوییم.
با چسباندن {\displaystyle B} به {\displaystyle A} ماتریس تکمیل آن دستگاه به دست می‌آید:
{\displaystyle C={\begin{bmatrix}a_{11}&a_{12}&\cdots &a_{1n}&b_{1}\\a_{21}&a_{22}&\cdots &a_{2n}&b_{2}\\\vdots &\vdots &\ddots &\vdots &\vdots \\a_{m1}&a_{m2}&\cdots &a_{mn}&b_{m}\end{bmatrix}}}
اگر {\displaystyle C_{1}} و {\displaystyle C_{2}} هم‌ارز سطری باشند دستگاه‌های {\displaystyle A_{1}X=B_{1}} و {\displaystyle A_{2}X=B_{2}} با یکدیگر معادل خواهند بود.
اگر {\displaystyle B={\begin{bmatrix}0\\0\\\vdots \\0\end{bmatrix}}} باشد این دستگاه را همگن می‌نامیم.

### توصیف با بردار
یک بیان بسیار کاربردی دیگر به کمک بردار است. با تعریف بردارهای {\displaystyle a_{i}} به صورت {\displaystyle a_{i}={\begin{bmatrix}a_{1i}\\a_{2i}\\\vdots \\a_{mi}\end{bmatrix}}} می‌توان دستگاه را به صورت ترکیب خطی نوشت:
{\displaystyle x_{1}{\begin{bmatrix}a_{11}\\a_{21}\\\vdots \\a_{m1}\end{bmatrix}}+x_{2}{\begin{bmatrix}a_{12}\\a_{22}\\\vdots \\a_{m2}\end{bmatrix}}+\cdots +x_{n}{\begin{bmatrix}a_{1n}\\a_{2n}\\\vdots \\a_{mn}\end{bmatrix}}={\begin{bmatrix}b_{1}\\b_{2}\\\vdots \\b_{m}\end{bmatrix}}}

## حل
برای حل دستگاه روشهایی وجود دارد که دو روش حذفی و جانشینی (جایگذاری) در ادامه توضیح داده شده‌اند.
روش حذفی:
در این روش هر یک از دو معادله مفروض را در عددی ضرب می‌کنیم که ضریب‌های یکی از مجهول‌ها در دو معادله قرینه شود، آنگاه طرفین دو معادله را نظیر به نظیر جمع می‌کنیم و ساده می‌کنیم، پس از پیدا شدن یکی از مجهول‌ها آن را در یکی از دو معادله قرار می‌دهیم و مجهول دیگر را به‌دست می‌آوریم.
روش جانشینی (جایگذاری):
در این روش از هر دو معادله x یا y را پیدا نموده و مساوی هم قرار می‌دهیم.